# Zaliv Vseh svetih, Salvador, Bahia
Zaliv Vseh svetih (portugalsko Baía de Todos os Santos), znan tudi kot Vseh svetih zaliv, je glavni zaliv brazilske zvezne države Bahia, ki ji je dala svoj ime. Leži na vzhodni obali Brazilije, obdaja del glavnega mesta Bahie Salvador in se odpira Atlantskemu oceanu. Obsega 1223 kvadratnih kilometrov, zaradi česar je največji zaliv v Braziliji.
Farol da Barra (Svetilnik Barra), na mestu zgodovinske utrdbe, stoji na vhodu v zaliv.

## Zgodovina
Italijanski raziskovalec Amerigo Vespucci je bil prvi Evropejec, ki je obiskal zaliv med svojo drugo ekspedicijo v Ameriki. V zaliv je vstopil na dan Vseh svetih (1. novembra) 1501.}} Zaliv sv. Odrešenika Vseh svetih je poimenoval po datumu in svoji župnijski cerkvi v Firencah, San Salvatore di Ognissanti. Sprva so zaliv, njegovo glavno naselje in kapitanija okoli njega delili isto ime, vendar so se sčasoma razlikovali, država je postala preprosto Bahia, zaliv je postal Zaliv Vseh svetih, mesto pa je postalo najprej Bahia in zdaj (običajno) Salvador.
Leta 1501, eno leto po prihodu flote Pedra Álvaresa Cabrala v Porto Seguro, je Gaspar de Lemos prispel v Zaliv Vseh svetih in objadral večji del obale Bahie. Prvi Evropejec, ki se je izkrcal v Morro de São Paulo, je bil Martim Afonso de Sousa leta 1531, ko je vodil ekspedicijo, zadolženo za raziskovanje obale nove celine.
Salvador je bil do začetka 18. stoletja glavno suženjsko pristanišče za brazilska polja sladkornega trsa. V času kitolova je bilo to tudi priljubljeno mesto, saj je bil zaliv paritveno območje za kite.
Na severovzhodni obali Zaliva Vseh svetih so prva brazilska delujoča naftna polja. Občina São Francisco do Conde, na severu zaliva, ostaja pristanišče, ki oskrbuje rafinerije nafte v Mataripeju. Zaliv je iz pristanišča izkopan v Atlantski ocean, da ostaja odprt za ladijski promet.

## Geografija
Zaliv Vseh sverih, ki prodira 80 kilometrov v celino, ima obalni rob 300 km, glavne meje pa so Porto da Barra (na severu, v Salvadorju) in Ponta do Garcês (na jugu, v Jaguaripeju), ki je v resnici majhen zaliv, sestavljen iz treh zalivov, med katerimi je zaliv Aratu, v katerem so trenutno objekti pristanišča Aratu in rafinerije Landulfo Alves. Njegove obale imajo ene največjih zalog nafte v celinski Braziliji. Od ene do druge prečke zaliva meri 14 m v širino, od Ponta da Penha do Ponta de Itaparica pa je dolg približno 9 km.
Vzhodni rob zaliva zaznamuje ravna in strma tektonska škarpa, Salvadorska pečina, najlepši primer starodavnega kristalinskega roba obalnega tektonskega jarka, ki obstaja v vsej Južni Ameriki. Ker ima z vrha pečine veliko panoramskih razgledov, je mesto Salvador je znano tudi kot mesto Belvedere.
Zaliv Vseh svetih je na večjem delu svojega območja plitev s povprečno globino 9,8 metra. Reka Paraguaçu teče 500 kilometrov preden se izlije v zaliv in obalno nižavje porečja Reconcavo ob njenem izlivu.
V zalivu je 56 otokov, med katerimi je največji in najpomembnejši Itaparica. Drugi pomembni otoki v zalivu so: otok Frades, otok Maré, otok Bimbarras, otok Bom Jesus in ekološka postaja Ilha do Medo. Drugi pomembni otoki, ki sestavljajo turistične poti, so: Madre de Deus, Matarandiba, Saraíba, Cajaíba, São João, Mutá, Olho Amarelo, Caraíbas, Malacaia, Porcos, Carapitubas, Canas, Ponta Grossa, Fontes, Paty, Santos, Coqueiros, Itapipuca, Grande, Pequena, Madeira, Arrival, Topete, Guarapira, Monte Cristo, Coroa Branca in Uruabo.

## Turizem
Območje je zelo priljubljeno za vodne športe, kot so jadranje, veslanje, regate in kanuji, zato se mnoga tovrstna tekmovanja odvijajo v njegovih mirnih vodah, ki so primerne tudi za potapljanje in veslanje na deski stoje. Tam na prvi dan novega leta poteka tudi tradicionalna pomorska procesija Bom Jesus dos Navegantes. Regija ima veliko naravno raznolikost, ki jo tvorijo Atlantski gozd, nasadi banan, mangrov, nasadi kokosa in koralni grebeni.

## Varstvo okolja
Zaliv je bil obravnavan kot tarča okoljskega varstvenega ukrepa z državnim odlokom 7595 z dne 5. junija 1999 kot okoljevarstveno območje – območje ohranjanja okolja Todos-os-Santos Bay. Vključuje vode zaliva in njegovih otokov. Zajema občine Cachoeira, Candeias, Itaparica, Jaguaripe, Madre de Deus, Maragogipe, Salinas da Margarida, Salvador, Santo Amaro, São Francisco do Conde, Saubara, Simões Filho in Vera Cruz.